# Sulukule
Sulukule (lit.: "torre da água" em turco) é um bairro histórico de Istambul, Turquia, que faz parte do distrito de Fatih, situado junto à parte ocidental das Muralhas de Teodósio, junto à Edirnekapı (Porta de Adrianópolis,  Porta Charisiou ou Polyandrion no período bizantino). A presença de ciganos na área remonta ao período bizantino e após a conquista otomana da cidade tornou-se supostamente o primeiro bairro do mundo de ciganos sedentários.
Até há alguns anos Sulukule era conhecido pelas casas de entretenimento, onde os ciganos tocavam música e dançavam para os visitantes de Istambul e de fora. Eram especialmente populares os músicos tsifteteli e as dançarinas do ventre. Nos anos 1950 e 1960 esses estabelecimentos eram de tal forma populares que eram aí chegaram a atuar muitas estrelas da música turca, como Zeki Müren, Müzeyyen Sena, Adnan Şenses e inclusivamente a compositora, cantora de música clássica e atriz Zeki Müren. O encerramento dessas casas em 1992 precipitou um grave declínio socioeconómico na área.

## Reconversão urbana
O bairro está ameaçado de demolição devido às propostas de transformação urbana consideradas urgentes pelas municipalidades de Fatih e da área metropolitana que afetam não só Sulukule mas toda a península histórica de Istambul e que alguns setores consideram ameaçar um património cultural com séculos de história. O assunto chegou inclusivamente ao Parlamento Europeu, que se manifestou preocupado com o projeto que prevê a substituição da maior parte das casas por villas de estilo otomano e o realojamento dos habitantes do bairro nos subúrbios.